# Breisacher Straße 10 (München)

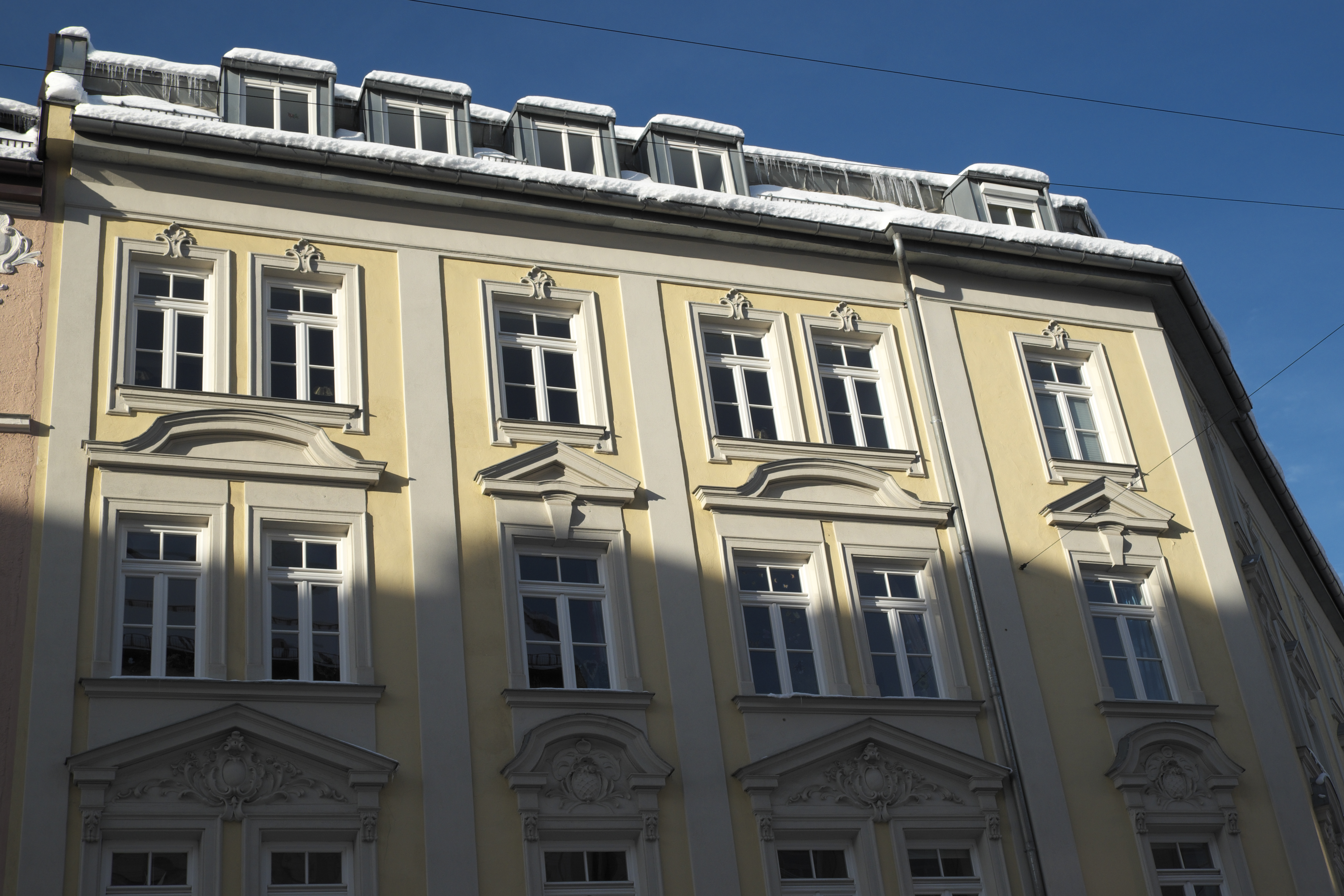
Haus Breisacher Straße 10 in München-Haidhausen

Das Haus Breisacher Straße 10 ist ein denkmalgeschütztes Mietshaus im Münchner Stadtteil Haidhausen.
Der neubarocke, reich gegliederte und stuckierte Eckbau wurde 1896/97 nach Plänen des Architekten Hans Thaler errichtet. Der Bau bildet mit dem Haus Nr. 8 eine Gruppe.